# The Magic Christian
The Magic Christian (conocida en español como Si quieres ser millonario no malgastes el tiempo trabajando en España y El cristiano mágico en Hispanoamérica) es una película de comedia negra de farsa satírica británica de 1969 dirigida por Joseph McGrath y protagonizada por Peter Sellers y Ringo Starr, con apariciones de John Cleese, Graham Chapman, Raquel Welch, Spike Milligan, Christopher Lee, Richard Attenborough y Roman Polanski. Fue adaptada libremente de la novela cómica de 1959 El cristiano mágico del escritor estadounidense Terry Southern, quien coescribió la adaptación del guion con McGrath. La película también presenta apariciones previas a Monty Python de John Cleese (acreditado) y Graham Chapman (sin acreditar), quienes habían escrito conjuntamente una versión anterior del guion de la película.
En la banda sonora se utilizaron canciones de Badfinger, incluida «Come and Get It», escrita por Paul McCartney. El álbum de la banda sonora oficial tenía otra música y diálogos de la película. Badfinger lanzó un álbum, Magic Christian Music, que contiene sus canciones para la película.
La película recibió críticas en su mayoría negativas en su estreno, citando que su sátira del capitalismo, la codicia y las vanidades humanas era poco sutil y de mano dura.

## Argumento
Sir Guy Grand, un excéntrico multimillonario, adopta a un vagabundo sin hogar, Youngman Grand, como su heredero, y comienzan a gastar elaboradas bromas pesadas a la gente. Gran gastador, a Grand no le importa entregar grandes sumas de dinero a varias personas, sobornarlos para cumplir sus caprichos o sorprenderlos derribando lo que aprecian. Sus desventuras están diseñadas como una exhibición de Grand para su heredero adoptivo de la noción de que «todos tienen su precio», solo depende de la cantidad que uno esté dispuesto a pagar. Comienzan con bromas bastante menores, como sobornar a un actor de Shakespeare para que se desnude durante una representación teatral de Hamlet y persuadir a un policía de tránsito para que retire una multa de estacionamiento y se coma la boleta (encantado por el tamaño del soborno, también se come la cubierta de plástico de la boleta) y proceder con actos cada vez más elaborados que involucran estratos sociales más altos y audiencias más amplias. Como revela su conversación, Grand ve sus tramas como «educativas».
En la casa de subastas de arte Sotheby's, Grand confía en que un retrato original de Rembrandt podría alcanzar las 10 000 libras esterlinas en una subasta. Para asombro del director, el Sr. Dugdale, Grand hace una oferta previa a la subasta de £ 30 000 (£ 525300 hoy) por la pintura y, después de comprarla, procede a cortar la nariz del retrato del lienzo con un par de tijeras mientras un Dugdale mortificado mira con la boca abierta en estado de shock. En un restaurante elegante, hace un gran espectáculo de glotonería salvaje, siendo Grand el cliente más destacado del restaurante. En la regata Oxford-Cambridge anual, soborna al entrenador del equipo de remo de Oxford para que embista deliberadamente el barco de Cambridge y obtenga una victoria escandalosamente injusta. En una cacería tradicional de faisanes, utiliza un cañón antiaéreo para derribar al ave.
Guy y Youngman finalmente compran boletos para el transatlántico de lujo The Magic Christian, junto con el estrato más rico de la sociedad. Los invitados a bordo del barco incluyen a John Lennon, Yoko Ono, Jacqueline Kennedy y Aristóteles Onassis (todos interpretados por dobles). Al principio todo parece normal y aparentemente el barco zarpa. Pronto, las cosas empiezan a ir mal. Un bebedor solitario en el bar es abordado por un cantante de cabaret travestido, un vampiro se hace pasar por camarero y una película de cine presenta el trasplante fallido de la cabeza de una persona negra en el cuerpo de una persona blanca. Los pasajeros comienzan a notar, a través del circuito cerrado de televisión del barco, que su capitán está en un estado de embriaguez y se lo lleva un gorila. En un crescendo de pánico, los invitados intentan abandonar el barco. Un grupo de ellos llega a la sala de máquinas, luego de que Youngman Grand les mostró el camino. Allí, la Sacerdotisa del Látigo, asistida por dos tamborileros en topless, comanda a más de cien esclavas que están desnudas a excepción de taparrabos. Remando cinco a un remo, sus muñecas están esposadas y sujetas con cadenas al techo. Cuando los pasajeros finalmente encuentran una salida, y los hombres y las mujeres salen a trompicones a la luz del día, se descubre que el supuesto barco era en realidad una estructura construida dentro de un almacén y que los pasajeros nunca habían salido de Londres. A medida que escapan, se puede ver un gran cartel pintado que dice SMASH CAPITALISM («Aplastar el capitalismo») en la pared interior del almacén. Durante toda la desventura, los Grand se ven perfectamente serenos y tranquilos.
Hacia el final de la película, Guy llena una enorme tina con orina, sangre y excrementos de animales y le agrega miles de billetes de banco. Atrayendo a una multitud de espectadores al anunciar «¡Dinero gratis!» , Grand atrae con éxito a los trabajadores de la ciudad para que recuperen el efectivo. La secuencia concluye con muchos miembros de la multitud sumergiéndose para recuperar el dinero que se había hundido debajo de la superficie, mientras la audiencia de la película escucha la canción «Something in the Air» de Thunderclap Newman.
La película termina con Guy y Youngman, después de haber regresado al parque donde empezó la película, sobornando al guardia del parque para que les permitiera dormir allí, afirmando que este era un método más directo para lograr sus fines (en su mayoría no declarados).

## Reparto
- Peter Sellers como Sir Guy Grand.
- Ringo Starr como Youngman Grand.
- Isabel Jeans como Dame Agnes Grand.
- Caroline Blakiston como Hon. Esther Grand.
- Spike Milligan como Policía de tránsito #27.
- Richard Attenborough como entrenador de Oxford.
- Leonard Frey como Laurence Fagot (psiquiatra del barco).
- John Cleese como Sr. Dugdale (director en Sotheby's).
- Patrick Cargill como subastador en Sotheby's.
- Joan Benham como miembro de la alta sociedad en Sotheby's.
- Ferdy Mayne como Edouard (del restaurante Chez Edouard).
- Graham Stark como mesero en el restaurante Chez Edouard.
- Laurence Harvey como Hamlet.
- Dennis Price como Winthrop.
- Wilfrid Hyde-White como Capitán Reginald K. Klaus.
- Christopher Lee como el vampiro del barco.
- Roman Polanski como bebedor solitario.
- Raquel Welch como Sacerdotisa del Látigo.
- Victor Maddern como vendedor de perritos calientes.
- Terence Alexander como Mad Major.
- Peter Bayliss como Pomposo Toff..
- Clive Dunn como Sumiller.
- Fred Emney como Fitzgibbon.
- David Hutcheson como Lord Barry.
- Hattie Jacques como Ginger Horton.
- Edward Underdown como el príncipe Enrique.
- Jeremy Lloyd como Lord Hampton.
- Peter Myers como Lord Kilgallon.
- Roland Culver como Sir Herbert.
- Michael Trubshawe como Sir Lionel.
- David Lodge como guía del barco.
- Robert Raglan como Maltravers.
- Peter Graves como Lord en el bar del barco (sin acreditar).
- Frank Thornton como inspector de policía (sin acreditar).
- Michael Aspel como comentarista de televisión (sin acreditar).
- Michael Barratt como comentarista de televisión (sin acreditar).
- Harry Carpenter como comentarista de televisión (sin acreditar).
- John Snagge como comentarista de televisión (sin acreditar).
- Alan Whicker como comentarista de televisión (sin acreditar).
- Graham Chapman como tripulante de Oxford (sin acreditar).
- James Laurenson como tripulante de Oxford (sin acreditar).
- Yul Brynner como cantante de cabaret travesti (sin acreditar).
- John Le Mesurier como Sir John (sin acreditar).
- Guy Middleton como Duque de Mantisbriar (sin acreditar).
- Nosher Powell como Ike Jones (sin acreditar).
- Rita Webb como Woman in Park (sin acreditar).
- Jimmy Clitheroe como pasajero en el barco (sin acreditar).
- Sean Barry-Weske como doble de John Lennon (sin acreditar).
- Kimberley Chung como doble de Yoko Ono (sin acreditar)
- George Cooper como second de boxeador perdedor (sin acreditar).
- Rosemarie Hillcrest como Esclava de galera en topless (sin acreditar).
- Edward Sinclair como asistente del parque (sin acreditar).

## Producción

### Escritura
Aunque Joseph McGrath coescribió la adaptación con el escritor estadounidense Terry Southern, quien escribió la novela cómica original de 1959 El cristiano mágico, el guion difiere considerablemente en el contenido de la novela en varios elementos, como trasladar la historia de Estados Unidos a Londres en los Swinging Sixties. Del mismo modo, el personaje de Youngman no estaba en el libro original, pero fue creado para la película, con muchas de las primeras hazañas de Sir Guy en la novela adaptadas como las de Youngman en la película.

### Casting
Se sabía que a Peter Sellers, quien fue elegido como Sir Guy Grand, le gustó el libro porque fue cómo Stanley Kubrick contrató a Terry Southern para coescribir Dr. Strangelove en 1964. Después de que Sellers le enviara a Kubrick un ejemplar de El cristiano mágico, decidió hacer la película como una comedia/sátira negra, en lugar de un simple thriller. El papel del huérfano interpretado por Ringo Starr fue escrito pensando en John Lennon. Starr y Sellers se hicieron buenos amigos durante el rodaje. La película también cuenta con una gran cantidad de actores británicos y estadounidenses con breves papeles en la película, muchos de los cuales juegan contra el tipo.

### Rodaje
El actor y bailarín británico Lionel Blair fue el responsable de la coreografía de la película.
La escena de la tina que contenía sangre, orina y excrementos de animales se filmó en el South Bank de Londres en un terreno baldío en el que más tarde se construyó el National Theatre. Originalmente se planeó filmar esta escena culminante en la base de Estatua de la Libertad en Nueva York, y (sorprendentemente) el Servicio de Parques Nacionales de los Estados Unidos accedió a una solicitud para permitir esto. Sellers, Southern y McGrath viajaron a Nueva York en el Queen Elizabeth 2 (a un costo informado de US $ 10 000 [US $ 83100 hoy] por persona) pero el estudio se negó a pagar el rodaje y tuvo que trasladarse a Londres.

### Banda sonora
La película presenta la canción «Come and Get It» escrita y producida por Paul McCartney e interpretada por Badfinger, una banda de rock galesa promovida por Apple Records. La letra se refiere a los planes de Grand de sobornar a la gente para que actúe de acuerdo con sus caprichos (con letras como If you want it, here it is, come and get it, «Si lo quieres, aquí está, ven y consíguelo»).
En la película se utiliza «Something in the Air» de Thunderclap Newman.

## Recepción
La mayoría de los críticos principales han sido bastante negativos sobre la película, especialmente por su amplio uso del humor negro. Darrel Baxton, en su reseña de The Spinning Image, se refiere a la película como «la escuela de la sátira subbuñueliana salvaje».
Christopher Null en filmcritic.com afirma que «es demasiado exagerada para hacer una declaración profunda».

Entre las revisiones retrospectivas, Jay Gent de We Are Cult escribe:
[Por] sus propios méritos, The Magic Christian es una verdadera curiosidad de su tiempo, con suficientes cameos de celebridades y conexiones con el cine británico de los años 60, The Beatles y Python para atraer a una muestra representativa de fanáticos solo por interés cultural e histórico. Y es muy divertido: Tonto, defectuoso, irregular, pero rara vez aburrido, con Sellers y Starr llevando la película con sus personalidades infecciosas solos, para bien o para mal, un brillante ejemplo de «Ya no los hacen así» y «¡Las drogas en los años sesenta deben haber sido MUY buenas!».

## En la cultura popular
- El episodio de la serie de televisión animada Los Simpson titulado «Homer vs. Dignity» (2000) sigue la trama de la película.
- El escritor Grant Morrison nombró a The Magic Christian como inspiración para su serie Batman Incorporated.[8]

## DVD/Blu-ray
The Magic Christian fue lanzado en DVD y Blu-ray por Olive Films el 28 de mayo de 2013.